# Bahnhofstrasse

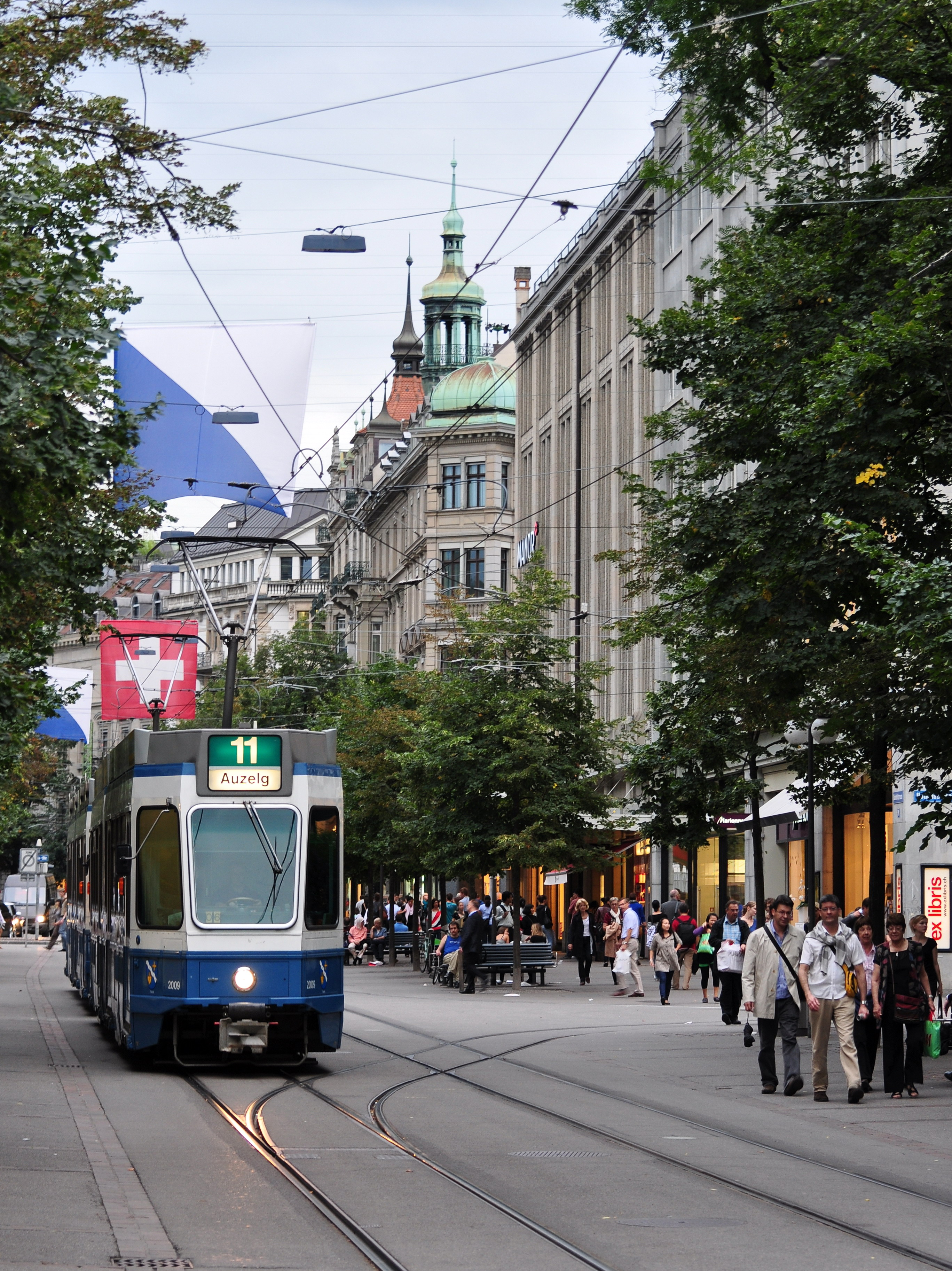
Tranvía en Bahnhofstrasse

Bahnhofstrasse es la calle más importante del centro de Zúrich y una de las calles de tiendas más caras y exclusivas del mundo. En 2011, un estudio clasificó a Bahnhofstrasse la calle más cara de Europa para los comercios, y la tercera más cara del mundo.

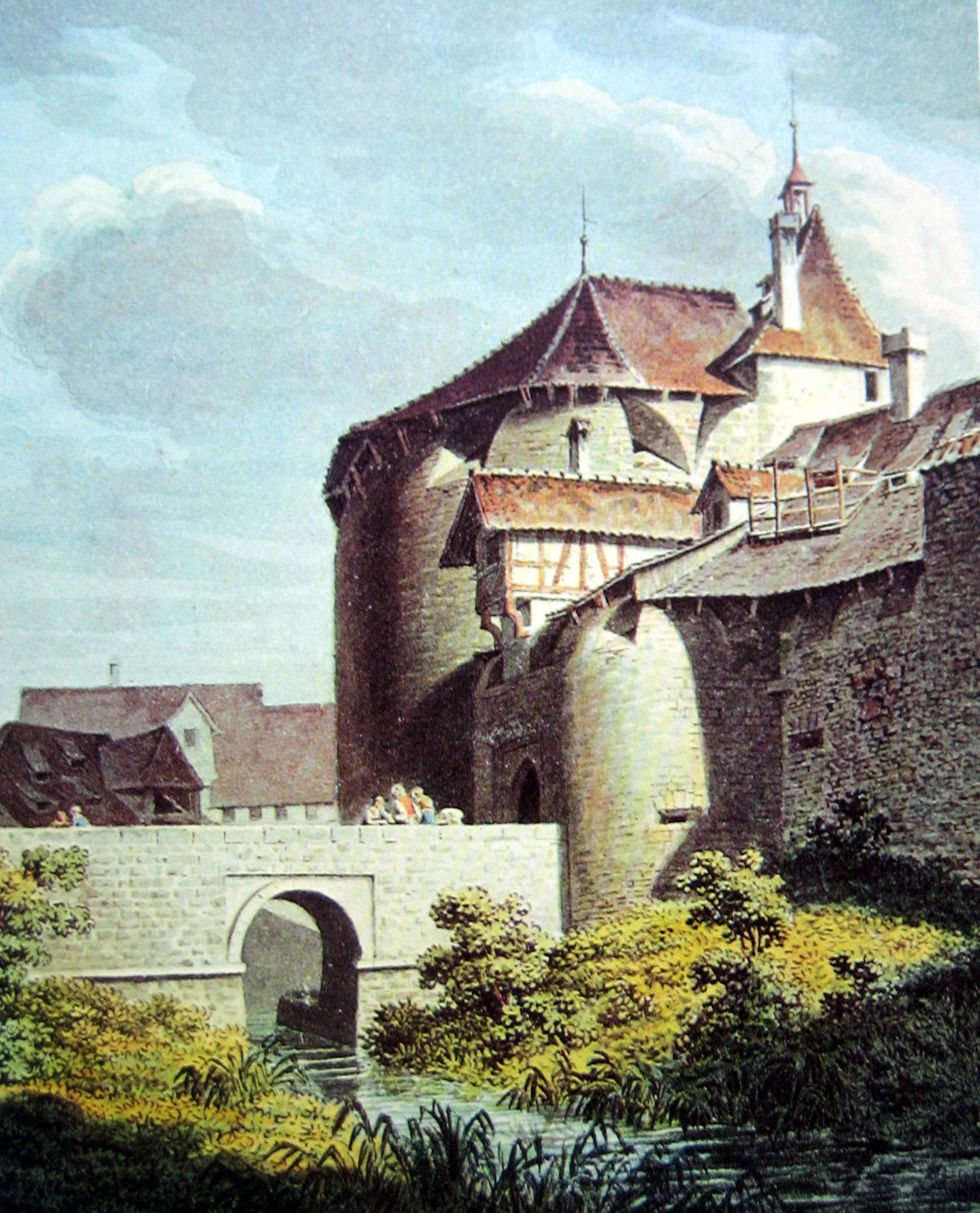
Fröschengraben en Rennweg

Se construyó cuando se demolieron las fortificaciones de la ciudad en 1864 y se rellenó la zanja frente a las murallas. Hasta aquel momento, el nombre de este lugar había sido "zanja de las ranas" (Fröschengraben), que se cambió a Calle de la Estación (Bahnhofstrasse).
Bahnhofstrasse comienza en Bahnhofplatz, frente a la Estación central de Zúrich, pasando por Rennweg, Augustinergasse y Paradeplatz antes de acabar tras 1,4 km de recorrido en Bürkliplatz junto al Lago de Zúrich (Banco Nacional, Hotel Baur au Lac).
La calle está peatonalizada en gran parte, pero también es un enlace importante para la red de tranvías de Zúrich. Al norte de Paradeplatz recorren la calle las rutas 6, 7, 11 y 13, mientras que hacia el sur la recorren la 2, 8, 9 y 11. Hay paradas en Hauptbahnhof, Rennweg, Paradeplatz, Börsenstrasse y Bürkliplatz.
Algunas de las tiendas que hay en la calle son:
- Ambassadour House
- Apple Store
- Blancpain
- Breguet
- Burberry
- Bvlgari
- Cartier
- Chanel
- Dior
- Ermenegildo Zegna
- Giorgio Armani
- Globus
- Gucci
- Hackett London
- Hermès
- H&M
- Jelmoli
- Louis Vuitton
- Manor
- Mont Blanc
- Omega
- Prada
- Rolex
- Salvatore Ferragamo
- Tiffany & Co.
- Tommy Hilfiger
- Trois Pommes

Paradeplatz, una de las plazas más importantes de Suiza, se sitúa cerca del final de Bahnhofstrasse, cerca del Lago Zúrich. Los dos mayores bancos de Suiza, UBS y Credit Suisse, tienen su sede en esta plaza. Paradeplatz también es conocida por la tienda de chocolate y cafetería, Confiserie Sprüngli.